# Bosnië en Herzegovina op het Eurovisiesongfestival 2003
Bosnië en Herzegovina nam deel aan het Eurovisiesongfestival 2003 in Riga, Letland. Het was de 9de deelname van het land op het Eurovisiesongfestival. De artiest werd gekozen door een nationale finale. BHRT was verantwoordelijk voor de Bosnische bijdrage voor de editie van 2003.

## Selectieprocedure
De artiest voor deze editie werd via een nationale finale gekozen. Deze finale werd gehouden op 1 maart in Sarajevo en werd gepresenteerd door Ana Vilenica, Enis Bešlagic en Ognjen Blagojevic. Er deden 18 liedjes mee. De winnaar werd gekozen door een jury.

## In Riga
In Letland moest Bosnië-Herzegovina optreden als 6de, net na Malta en voor Portugal.
Op het einde van de puntentelling bleek dat ze op een 16de plaats waren geëindigd met 27 punten. 
Men ontving 1 keer het maximum van de punten.
België en Nederland hadden geen punten over voor deze inzending.

### Gekregen punten

#### Finale
| 12 punten | 10 punten | 8 punten  | 7 punten     | 6 punten |
| --------- | --------- | --------- | ------------ | -------- |
| - Turkije |           | - Kroatië | - Oostenrijk |          |
| 5 punten  | 4 punten  | 3 punten  | 2 punten     | 1 punt   |
|           |           |           |              |          |

### Punten gegeven door Bosnië-Herzegovina

#### Finale
Punten gegeven in de finale:
| 12 punten | Turkije    |
| 10 punten | België     |
| 8 punten  | Frankrijk  |
| 7 punten  | Roemenië   |
| 6 punten  | Kroatië    |
| 5 punten  | Oostenrijk |
| 4 punten  | Slovenië   |
| 3 punten  | Rusland    |
| 2 punten  | Nederland  |
| 1 punt    | Zweden     |